# 下邳國 (東漢)
下邳國是東漢時期的一個藩國。始封劉衍於72年（永平十五年），畢於185年劉宜，歷年共114年。共有四位下邳王。

## 下邳王在位年表
| 傳位  | 世   | 諡號     | 姓名 | 在位年數 | 在位時間     |
| ----- | ---- | -------- | ---- | -------- | ------------ |
| 第1任 | 始封 | 下邳惠王 | 劉衍 | 54年     | 72年－126年  |
| 第2任 | 二世 | 下邳貞王 | 劉成 | 2年      | 126年－128年 |
| 第3任 | 三世 | 下邳湣王 | 劉意 | 57年     | 128年－185年 |
| 第4任 | 四世 | 下邳哀王 | 劉宜 | 1年      | 185年        |

## 劉衍
劉衍，東漢明帝第六子，生母不详，当約生於（57年）之后。始封於明帝永平十五年（72年）。建初初年弱冠。建初四年（79年），以临淮郡、九江郡的钟离、当涂、东城、历阳、全椒等十七县益下邳国。劉衍素有容貌，意為八面玲瓏，有「衍有容貌，肅宗（汉章帝）即位，常在左右」之載。126年4月2日逝世，在位共54年。諡號下邳惠王。

### 子
- 廢王太子劉卬
- 兩個兒子封為列侯
- 下邳貞王劉成

### 后代

#### 劉成
下邳贞王劉成（？—127年），刘衍之子。汉安帝延光四年（125年）二月乙亥，劉衍薨，劉成嗣为下邳王（治所在下邳县，今江苏省睢宁县西北古邳镇东三里）。汉顺帝永建元年（126年），封劉成兄二人、劉衍孙二人为列侯。劉成在位二年，永建二年（127年）七月辛丑，劉成薨，子劉意嗣位。

#### 劉意
下邳愍王劉意（95年—184年），劉成之子。劉意在父親劉成死後世襲王位。132年，朝廷將劉意的八個弟弟封為鄉侯、亭侯。184年黃巾之亂，因下邳國在波及範圍內，劉意“棄國走”。後黃巾平定，劉意復歸封國，但數個月就死了，享年九十歲，諡號愍。

#### 劉宜
下邳哀王劉宜（？—184年），刘意之子。汉灵帝中平元年（184年），劉意遇黄巾军，弃国逃走。平黄巾后复国，数月而薨。劉宜嗣为下邳王（治所在下邳县，今江苏省睢宁县西北古邳镇东三里），在位数月薨，无子嗣。汉献帝建安十一年（206年）国除。